# Chatham-Kent Airport
Chatham-Kent Airport är en flygplats i Kanada.   Den ligger i provinsen Ontario, i den sydöstra delen av landet, 600 km sydväst om huvudstaden Ottawa. Chatham-Kent Airport ligger 195 meter över havet.
Terrängen runt Chatham-Kent Airport är mycket platt. Trakten är glest befolkad. Närmaste större samhälle är Blenheim, 7,1 km öster om Chatham-Kent Airport. 
Trakten runt Chatham-Kent Airport består till största delen av jordbruksmark.